# Armstrong Gibbs
Armstrong Gibbs (Great Baddow, Chelmsford, Essex, 10 d'agost de 1889 - Chelmsford, Essex, 3 de setembre de 1960) fou un compositor anglès. Fou professor de composició musical i teoria del Reial Col·legi de Música de Londres. Va escriure diversos quartets per a instruments d'arc, el poema simfònic The Vision of Nigh, una ?Sonata per a violí i piano, i An Essex Rhapshody, per a piano, així com nombroses cançons, cors i peces per a orgue i piano.